# Marruecos en los Juegos Olímpicos de Montreal 1976
Marruecos estuvo representado en los Juegos Olímpicos de Montreal 1976 por nueve deportistas masculinos que compitieron en dos deportes.
El equipo olímpico marroquí no obtuvo ninguna medalla en estos Juegos.